# مستجيب

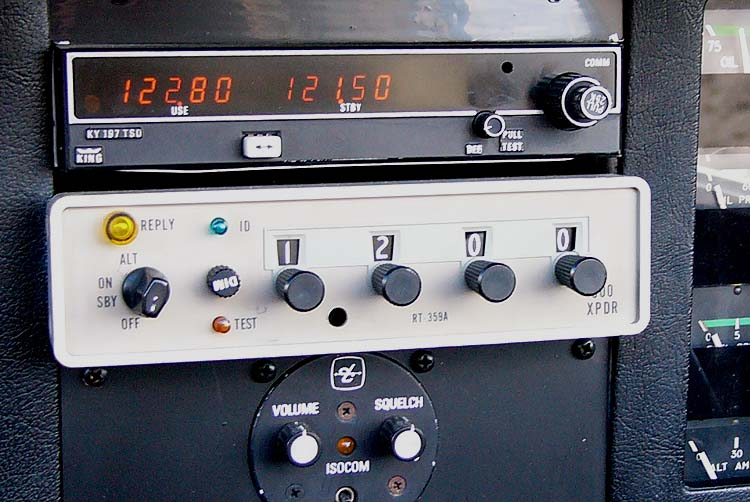
مستجيب يعمل على تردد 1090MHz محدد عليه رمز التعريف الراداري 1200 و فوقه جهار استقبال و إرسال يعمل على الترددات الجد عالية الخاصة بالطيران في الطائرة الأمريكية أ-أ يانكي1.

المُتَلَقِّي المُرْسِل أو الُمستَجيب هو جهاز إلكتروني يقوم بإرسال معلومات حول الطائرة كالارتفاع والسرعة و معلومات أخرى حول الرحلة عندما يتلقى استجواب من برج المراقبة، أو دوريا، في شكل ترددات لاسلكية. تحتوي معظم الطائرات على مستجيب لتحديد موقعها على الرادار وتجنب الوقوع في حوادث مع طائرات أخرى عن طريق نظام تفادي الاصطدام الجوي .